# Acrolophia
 Acrolophia  Pfitzer (1887)  es un género que tiene asignadas siete especies de orquídeas de hábito terrestre, de la subtribu Eulophiinae de la familia Orchidaceae, subfamilia Epidendroideae. Especies que se encuentran la mayoría (7) en Sudáfrica sobre todo en la región de la provincia de El Cabo y el resto en el África tropical.

## Descripción
Este género se caracteriza por unas hojas rígidas, y erectas, con numerosas raíces gruesas y carnosas. Unas pocas especies, como Acrolophia capensis. poseen unas anteras con unas cubiertas en forma de cuernos. Todas tienen flores parecidas a Eulophia, que pueden ser casi negras, marrones, blancas o verdes. Algunas de las especies más grandes tienen inflorescencias ramificadas.
Su cultivo requiere de pleno sol y sustrato con limo arenoso con un buen drenaje.

## Hábitat
Orquídeas de las tierras de El Cabo en Sudáfrica y en Zimbabue. Las orquídeas de El Cabo están adaptadas al frío, y al fuego de los frecuentes incendios (donde sus rizomas una vez pasado el fuego emiten hojas para empezar de nuevo la vida vegetativa).

## Taxonomía
El género fue descrito por Ernst Hugo Heinrich Pfitzer y publicado en Entwurf einer naturlichen Anordnung der Orchideen 59. 1887.
Etimología
Acrolophia, (abreviado Apa.): nombre genérico que procede de las palabras griegas "akros" = "final", "terminal" y "lophos" = "cresta".
Nombre común: orquídeas de peine puntiagudo.

## Especies deAcrolophia
- Acrolophia bolusii  Rolfe (1911)
- Acrolophia capensis  (P.J.Bergius) Fourc. (1932)
- Acrolophia cochlearis  (Lindl.) Schltr. & Bolus (1894)
- Acrolophia lamellata  (Lindl.) Pfitzer (1887)
- Acrolophia lunata  (Schltr.) Schltr. & Bolus (1894)
- Acrolophia micrantha  (Lindl.) Pfitzer (1887)
- Acrolophia ustulata  (Bolus) Schltr. & Bolus (1894)